# HTC Glacier
HTC Glacier (в США продается также как T-Mobile myTouch 4G и T-Mobile myTouch HD) — смартфон работающий на операционной системе Android. Второй 4G-телефон T-Mobile (первым был T-Mobile G2) и третий телефон T-Mobile, работающий на Android 2.2 («Froyo»).
Аппарат работает в сетях WiFi, 3G UMTS и HSPA, EDGE и GPRS. Также myTouch 4G будет работать в сети T-Mobile 4G.

## Комплект поставки
T-Mobile myTouch 4G
- наушники
- USB-кабель
- документация
- карта памяти 8GB SanDisk Class 2 microSD Card (SDHC)